# David Janin
Pour les articles homonymes, voir Janin.
Pas d'image ? Cliquez ici

a Compétitions nationales et continentales officielles uniquement.

b Matchs officiels uniquement.
David Janin, né le 9 mai 1977 à Tremblay-en-France (Seine-Saint-Denis), est un joueur de rugby à XV français qui évolue au poste d'ailier ou de centre. Il a joué l'essentiel de sa carrière au sein de l'effectif du CS Bourgoin-Jallieu (1,94 m pour 95 kg).

## Carrière

### En club
- 1995-2003 : CS Bourgoin-Jallieu
- 2003-2004 : USA Perpignan
- 2004-2011 : CS Bourgoin-Jallieu

### En équipe nationale
Il a honoré sa première cape internationale en équipe de France le 28 juin 2008 contre l'équipe d'Australie, alors que les internationaux du Stade toulousain, de l'ASM Clermont Auvergne, de l'USA Perpignan et du Stade français disputaient les demi-finales du Top 14 2007-08 dans leurs clubs respectifs.

## Palmarès

### En équipe nationale
- 2 sélections en équipe de France depuis 2008
- Sélections par année : 2 en 2008

### En club
- Championnat de France de rugby à XV : 
  - Finaliste (1) : 2004 (remplaçant, il supplée Dan Luger à la 34e minute)